# Свечка, яркая как солнце
«Свечка, яркая как солнце» (латыш. Saulessvece), СССР, 1986 — художественный фильм. По мотивам детских рассказов Вии Упмале.

## Сюжет
Главный герой фильма — Юрис, очень внимательный и чувствительный мальчик. Он живёт в сельском районе Латвии. Местные жители считают ребёнка заядлым шалуном. Вместе со своим другом Марисом они придумывают всё новые и новые проказы. За его мамой ухаживает дядя Янис. Соседская девочка Агия боится, что после свадьбы они уедут в город и заберут Юриса с собой.
Мальчик нашёл в лесу очень красивый цветок и мечтает подарить его новобрачным. Он ухаживает за ним и со своим другом охраняет от диких зверей. Но самое трудное — это сохранить в тайне заветное место, чтобы до свадьбы о «солнечной свечке» не узнала ни одна живая душа.

## В ролях
- Гатис Репелис — Юрис
- Марис Стрелис — Марис
- Элла Оша — Агия
- Байба Бумбиере — Анна
- Г. Грива — мама Юриса
- Ю. Барткевич — дядя Янис
- И. Томпсоне — бабушка Мариса
- Эдгар Сукурс — тракторист
- Янис Яранс — Скрастиньш
- Болеслав Ружс — эпизод

## Съёмочная группа
- Сценарий: Алвис Лапиньш
- Режиссёр: Луция Лочмеле
- Оператор: Раймондс Ритумс
- Художник: Иева Романова
- Композиторы: Имантс Калныньш, Мартиньш Браунc

## Награды
- 1986 — награда международного конкурса студенческих фильмов.
- 1986 — национальная кинопремия «Большой Кристап», за лучший фильм года и за лучшую режиссуру.